# PocketStation
PocketStation là một thiết bị ngoại vi Memory Card của Sony Computer Entertainment dành cho máy chơi trò chơi điện tử tại gia PlayStation. Sony phân loại cho nó là sự kết hợp giữa Thẻ nhớ và một thiết bị kỹ thuật số cá nhân thu nhỏ, thiết bị này có màn hình tinh thể lỏng đơn sắc (LCD), có khả năng giao tiếp hồng ngoại, đồng hồ thời gian thực, bộ nhớ flash tích hợp và âm thanh. Để sử dụng chức năng thẻ nhớ của thiết bị, máy phải kết nối với PlayStation thông qua khe cắm thẻ nhớ. Máy phát hành độc quyền tại Nhật Bản ngày 23 tháng 1 năm 1999.
Phần mềm cho PocketStation thường phân phối dưới dạng tính năng bổ sung cho các trò chơi PlayStation, kể cả CD-ROM, hỗ trợ cho các trò chơi với các tính năng bổ sung. Phần mềm độc lập cũng có thể tải xuống thông qua PlayStation. Phần mềm này sau đó sẽ chuyển đến PocketStation để sử dụng. Giao diện dữ liệu hồng ngoại tích hợp cho phép truyền dữ liệu trực tiếp như save game giữa các PocketStation..
Ban đầu PocketStation dự tính tung ra ngày 23 tháng 12 năm 1998, nhưng sau đó bị trì hoãn một tháng. Sony chỉ xuất xưởng 60.000 thiết bị ngoại vi khi máy bắt đầu phát hành ngày 23 tháng 1 năm 1999. Ban đầu máy có hai màu vỏ: trắng và trong suốt. Máy tỏ ra rất nổi tiếng, bán hết toàn bộ trên toàn khu vực. Sony lên kế hoạch phát hành PocketStation bên ngoài Nhật Bản, tham gia quảng cáo ở châu Âu và Bắc Mỹ, nhưng màn phát hành hoành tráng đã không diễn ra. SCEA giải thích đó là do sự bất lực trong việc đáp ứng nhu cầu PocketStation tại Nhật Bản. Mặc dù vậy, một số trò chơi, chẳng hạn như Final Fantasy VIII và SaGa Frontier 2, vẫn giữ lại chức năng PocketStation trong các phiên bản được bản địa hoá.
Trò chơi phổ biến nhất của PocketStation là Dokodemo Issho, bán hơn 1,5 triệu bản ở Nhật Bản và là trò chơi đầu tiên có linh vật Toro của Sony. PocketStation đã ngưng phát hành vào tháng 7 năm 2002 sau khi đã xuất xưởng gần năm triệu cái. 
Ngày 5 tháng 11 năm 2013, có thông báo sẽ hồi sinh PocketStation để trở thành ứng dụng cho PlayStation Vita, cho phép người dùng chơi những trò chơi nhỏ theo định dạng PocketStation cho bất kỳ trò chơi trên máy PlayStation cổ điển nào mà họ sở hữu. Ban đầu PocketStation chỉ có sẵn cho các thành viên của PlayStation Plus, sau đó phát hành rộng rãi ra cho công chúng. Nhưng vẫn là độc quyền đối với PlayStation Vita Nhật Bản. 
PocketStation có những điểm tương đồng với VMU của Sega trên máy Dreamcast

## Thông số kỹ thuật
- CPU: ARM7T (32-bit RISC chip)
- Bộ nhớ: 2K bytes SRAM, 128K bytes Flash RAM
- Màn hình: 32×32 LCD đơn sắc[14]
- Âm thanh: 1 loa thu nhỏ (10-bit PCM)
- Nút bấm: 5 nút, 1 nút reset
- Giao tiếp hồng ngoại: Bi-directional (hỗ trợ các hệ thống điều khiển từ xa thông thường của IrDA)
- LED indicator: 1 (đỏ)
- Pin: 1 CR-2032 pin liti
- Tính năng khác: Chức năng Lịch và nhận dạng số.
- Kích thước: 64 × 42 × 13.5 mm (chiều cao × chiều rộng × chiều sâu)
- Cân nặng: khoảng 30g (gồm pin)[3]
- Các màu hiện có: Trắng, Pha lê / Trong suốt, Đen (Phiên bản giới hạn Yu-Gi-Oh! Forbidden Memories của Nhật), Pha lê / Hồng trong suốt/Tím trong suốt/Đỏ trong suốt (Phiên bản giới hạn Tokimeki Memorial 2)

## Trò chơi tương thích
- All Japan Pro Wrestling[14]
- Arc the Lad III
- Armored Core: Master of Arena[14]
- Battle Bug Story[14]
- Be Pirates![14]
- Boku wa Koukuu Kanseikan
- Brightis
- Burger Burger 2[14]
- Chaos Break
- Chocobo Stallion
- Crash Bandicoot 3: Warped[14]
- Dance Dance Revolution 3rdMix
- Dance Dance Revolution 4thMix
- Dance Dance Revolution 5thMix
- Devil Summoner: Soul Hackers
- Digimon Tamers: Pocket Culumon
- Dokodemo Hamster 2
- Dokodemo Issho[14]
- Final Fantasy VIII[9]
- Fire Pro G
- Fish Hunter[14]
- Gallop Racer 3[14]
- Grandia
- Harvest Moon: Back to Nature
- Hello Kitty: White Present[14]
- Hot Shots Golf 2
- I.Q. Final[14]
- Jade Cocoon: Story of the Tamamayu[15]
- JoJo's Bizarre Adventure
- Koneko mo Issho
- Kyro-chan's Print Club[14]
- The Legend of Dragoon (Phiên bản Nhật Bản)[16]
- Legend of Mana
- Love Hina 2
- Lunatic Dawn 3[14]
- LMA Manager
- Medarot R Parts Collection[17]
- Metal Gear Solid: Integral[18]
- Mister Prospector[14]
- The Misadventures of Tron Bonne
- Monster Race[14]
- Monster Farm 2[14]
- Monster World[14]
- Paqa
- Pi to Mail[14]
- Pocket Digimon World
  - Pocket Digimon World: Cool & Nature Battle Disc
  - Pocket Digimon World: Wind Battle Disc
- Pocket Dungeon[14]
- Pocke-Kano Yumi
- Pocket MuuMuu[19]
- Pocket Tuner[20]
- Pocketan
- Pop'n Music 2
- Pop'n Music 3 Append Disc
- Pop'n Music 4 Append Disc
- PoPoRogue
- Prologue[14]
- Racing Lagoon
- RayCrisis (Phiên bản Nhật Bản)
- Remote Control Dandy
- R4: Ridge Racer Type 4[18]
- Rival Schools 2 (Shiritsu Justice Gakuen Nekketsu Seisyun Nikki 2)
- Rockman Complete Works[18]
- SaGa Frontier 2[10]
- Samurai Shodown: Warriors Rage 2
- Saru Get You!
- Shop Keeper[14]
- Spyro the Dragon (Phiên bản Nhật Bản)[14]
- Spyro 2: Ripto's Rage! (Phiên bản Nhật Bản)
- Street Fighter Alpha 3 (Qua Gameshark code)[18]
- Street Fighter Zero 3 (Phiên bản Nhật Bản)
- Super Robot Wars Alpha
- Tales of Eternia (Phiên bản Nhật Bản)
- Theme Aquarium[14]
- Tokimeki Memorial 2
- World Neverland 2[14]
- World Stadium 3[14]
- Yu-Gi-Oh! True Duel Monsters: Sealed Memories

## Xem qua
- VMU, một phụ kiện tương tự cho hệ máy Dreamcast của Sega (phát hành vào ngày 30 tháng 7 năm 1998 tại Nhật Bản).